# 华为应用市场

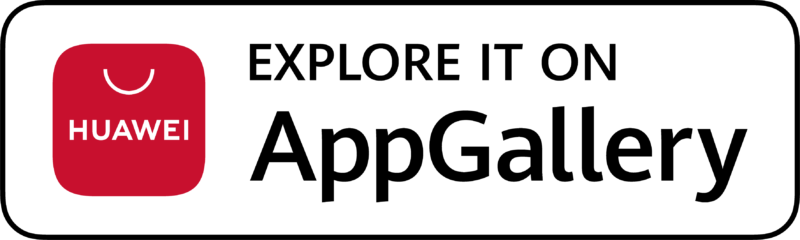
华为应用市场徽章，有“Explore it on AppGallery”（在华为应用市场上探索更多）字样

华为应用市场（英語：Huawei AppGallery）是华为为Android/鸿蒙平台、原生鸿蒙平台、Windows 10/11平台开发的应用程序管理平台，也是华为移动服务（HMS）的一环，在超过170个国家的华为设备上搭载，目前是世界第三大应用市场。截至2022年，华为应用市场拥有5.8亿月活跃用户。

## 发布背景
华为应用市场于2011年首先在中国大陆推出，原名“智汇云应用市场”，2014年6月6日更名为华为应用市场。
在未被美国制裁前，华为应用市场同中国大陆其他手机厂商的“应用商店”一样，是华为官方基于安卓开发的EMUI的应用市场。2019年5月，Google停止了对华为手机的Google Play服務（GMS）支持。为此，华为启用了华为移动服务（HMS）代替，华为应用市场由此在全球市场代替Google Play成为搭载HMS服务的华为手机的官方应用市场。

## 现状
截止2020年7月，华为应用商店已拥有4.2亿活跃用户，并在超过7亿台华为设备上安装；同年12月达到5亿活跃用户。华为在Mate 30后发布的手机基本都使用了HMS服务，包括华为P40系列与华为Mate 40系列等一系列旗舰机型。
截至2020年第一季度，华为应用市场共进行了2610亿次应用安装。
除了华为，荣耀以及运营商智选机型虽然在应用市场图标抹去华为LOGO，但依旧是华为应用市场以及HMS Core服务。
荣耀在MagicOS 8.0系统版本起，不再支持华为应用市场以及HMS Core服务。

## 漏洞
2022年5月18日，法國應用程式開發者Dylan Roussel發表網誌，指出自己在探索AppGallery商店的API時，發現AppGallery的底層API沒有為付費Apps提供保護，用戶毋需付費，也毋需登陸帳戶，就能獲得有效APK下載連結。他補充，這個漏洞可以幫助他人輕鬆下載盜版App，安裝和使用時也不會遇到任何麻煩。
2022年5月19日，Dylan Roussel更新他的網誌文章，指出華為提出了修復 AppGallery 的時間表，並對溝通不暢和遲到的回复表示歉意，該漏洞應在5月25日之前為所有人修復。

## 市场评价
在中国大陆市场，由于防火长城的影响，GMS服务不能正常使用，因此即使華為受到美國制裁，實際上對於中國大陸用戶而言并未受到太大的影响，華為應用市場依然可以正常使用。但在中國大陸以外的市场，华为应用市场缺少Facebook、Twitter、WhatsApp、Instagram、Zoom等社交软件，也缺少eBay、Uber、Netflix等中國大陸外常用的生活软件，因此間接影響了中國大陸以外的人士選擇使用華為手機或平板電腦的意欲。